# El retorn del rei (pel·lícula de 1980)
El retorn del rei és una adaptació musical animada de la novel·la homònima de l'escriptor anglès J. R. R. Tolkien, i va ser llançada per Rankin/Bass com un especial de televisió en 1980. La pel·lícula va ser creada pel mateix equip que havia treballat en la versió animada de 1977 de la pel·lícula El hòbbit. Ha estat llançada en VHS i en DVD.
En lloc de reprendre des d'on es va quedar l'adaptació animada del Senyor dels Anells de Ralph Bakshi en 1978, Rankin/Bass va presentar El Retorn del Rei com una seqüela de la seva pel·lícula El hòbbit de 1977, donant a l'audiència una recapitulació ultra-curta dels esdeveniments de La Comunitat de l'Anell i Les dues torres, mentre que van deixar fos alguns detalls importants.
L'estil visual de la tornada del Rei és en gran part compartit amb El hòbbit de 1977, incloent, per exemple, la representació de la batalla com un eixam de punts negres pul·lulant sense rumb i ràpidament coberts per enormes núvols de pols. No obstant això, mancant una seqüela oficial del Senyor dels Anells, La tornada del Rei ha arribat a ser comercialitzada con la part final de la trilogia animada de Tolkien (amb El hòbbit com a part un i El Senyor dels Anells de Bakshi com a part dues) fins i tot a pesar que les dues pel·lícules no s'unien de manera perfecta, ja que ambdues ometien diversos fragments de les dues torres (particularment el cau d'Ella-Laraña). Altres omissions en la versió de Rankin/Bass inclouen als personatges de Gimli, Legolas i Saruman. Aragorn apareix però té molt poc diàleg i temps en pantalla. La presència de Sauron com un ull animat va ser d'alguna manera similar a la seva aparició de les pel·lícules de Peter Jackson encara que limitada per l'animació dels anys 1980.
Orson Bean va tornar com la veu d'un Bilbo Saquet més vell, així com la de l'heroi de la història, Frodo Saquet. John Huston també va tornar, com el mag Gandalf, i co-protagonitzada per: William Conrad com Denethor, Roddy McDowall com Samseny Gamgí, Theodore Bikel com el propi Rei Aragorn i, repetint en el seu paper de Gollum, Brother Theodore. L'incondicional de Rankin/Bass Paul Frees va reemplaçar a Cyril Ritchard com la veu de Elrond; Casey Kasem, més conegut pel seu paper com Shaggy en Scooby-Doo de Hanna-Barbera, va ser Merry, amb Sonny Melendrez com Pippin; Nellie Bellflower com Éowyn; i Glenn Yarbrough va tornar com a vocalista principal, contractat aquí simplement com «el trobador de Gondor».
La pel·lícula animada El Retorn del Rei està disponible en DVD de Warner Bros., tant individualment com en una trilogia al costat del hòbbit de Rankin/Bass i El Senyor dels Anells de Bakshi.